# Anne Bouverot
Anne Bouverot (née le 21 mars 1966) est une dirigeante d'entreprise, ingénieure et chercheuse en IA française.

## Biographie

### Formation
D'une mère canadienne et ayant grandi aux Etats-Unis, Anne Bouverot revendique une culture anglo-saxonne dans son éducation qui influencera sa volonté entrepreneuriale et philantropique durant sa carrière professionnelle. Elle étudie l'informatique à l'École normale supérieure de Paris, où elle obtient une maîtrise en 1985 puis un doctorat en informatique axé sur le sujet de la programmation logique à l'Université de Paris-Diderot en 1991. Diplômée de Télécom ParisTech, elle est également ingénieure du Corps des mines (ex-Corps des télécommunications).

### Carrière professionnelle
Au début des années 1990, Anne Bouverot travaille comme cheffe de projet informatique pour Telmex, au Mexique.
De 1996 à 2002, elle travaille pour la société américaine Global One. Elle est ensuite nommée vice-présidente chez Equant. 
En 2004, elle intègre Orange, d'abord directrice de cabinet du PDG d'Orange au Royaume-Uni. En 2007, elle revient à Paris pour travailler sur le développement commercial international (au Kenya, en Arménie, en Tunisie et au Portugal). Elle devient ensuite vice-présidente exécutive des services mobiles.
En 2011, elle remplace Rob Conway au poste de PDG et membre du conseil d'administration de la GSMA, association mondiale des opérateurs mobiles. Elle défend alors la place des femmes dans l'industrie (programme Connected Women) et organise des événements internationaux (Mobile World Congress de la GSMA à Barcelone).
En août 2015, elle devient PDG de Morpho (qui deviendra Safran Identity & Security), filiale du groupe français Safran. La société fournit des solutions de biométrie et de cryptographie aux gouvernements et aux entreprises.
En 2018, Anne Bouverot et Tanya Perelmuter co-fondent la Fondation Abeona qui promeut une approche responsable de l'IA et étudie son impact sur la société,,. Une chaire « IA et Justice sociale » est créée en partenariat avec l'ENS.
En 2019, elle devient devient Présidente du Conseil d'administration de Technicolor Creative Studios .
En février 2023, elle devient présidente du festival Séries Mania de Lille, prenant ainsi la suite de Rodolphe Belmer.
En septembre 2023, Anne Bouverot et l'économiste Philippe Aghion co-président la Commission de l'intelligence artificielle. Le rapport de la mission IA : Notre ambition pour la France est publié en mars 2024. Le rapport contient 25 recommandations pour dynamiser le secteur et ne pas créer un retard technologique, notamment par rapport aux États-Unis ou la Chine.
Le 29 mars 2024, Anne Bouverot est sollicitée par Emmanuel Macron pour organiser le Sommet mondial d'action pour l'intelligence artificielle'.
Le 23 juillet 2025, elle intègre le nouveau Conseil de l'intelligence artificielle et du numérique, dont elle assure la coprésidence avec Guillaume Poupard.

## Décorations
Anne Bouverot est faite Chevalier de l'Ordre national du Mérite et Officier de la Légion d'honneur.